# پیتر کاتکارت واسون
پیتر کاتکارت واسون (انگلیسی: Peter Cathcart Wason; ۲۲ آوریل ۱۹۲۴ – ۱۷ آوریل ۲۰۰۳) دانشمند در زمینه روان‌شناسی شناختی اهل بریتانیا بود.